# Varanus zugorum
Varanus zugorum este o specie de reptile din genul Varanus, familia Varanidae, descrisă de Wolfgang Böhme și Arthur William Ziegler în anul 2005. Conform Catalogue of Life specia Varanus zugorum nu are subspecii cunoscute.